# Cabra de Mora
Cabra de Mora – gmina w Hiszpanii, w prowincji Teruel, w Aragonii, o powierzchni 34,31 km². W 2011 roku gmina liczyła 79 mieszkańców.